# إرنست أوكفيرك
إرنست أوكفيرك (بالألمانية: Ernst Ocwirk)‏ (مواليد 7 مارس 1926) هو لاعب كرة قدم. يلعب مع منتخب النمسا لكرة القدم. سبق له أن لعب في كأس العالم لكرة القدم مع منتخب بلاده.

## روابط خارجية
- إرنست أوكفيرك على موقع الاتحاد الدولي (مؤرشف)  (الإنجليزية)
- إرنست أوكفيرك على موقع قاعدة بيانات كرة القدم.إي يو (الإنجليزية)
- إرنست أوكفيرك على موقع ناشيونال فوتبول تيمز (الإنجليزية)
- إرنست أوكفيرك على موقع أوليمبيديا (الإنجليزية)